# Ío (satélite)
Ío es el satélite galileano más cercano a Júpiter. Es el tercer satélite por su tamaño, tiene la más alta densidad entre todos los satélites y, en proporción, la menor cantidad de agua entre todos los objetos conocidos del sistema solar. Fue descubierto por Galileo Galilei en 1610. Recibe su nombre de Ío, una de las muchas doncellas de las que Zeus se enamoró en la mitología griega, aunque inicialmente recibió el nombre de Júpiter I por ser el primer satélite de Júpiter según su cercanía al planeta.
Con un diámetro de 3600 kilómetros, es la tercera más grande de las lunas de Júpiter. En Ío hay planicies muy extensas y también cadenas montañosas, pero la ausencia de cráteres de impacto sugiere la juventud geológica de su superficie. Con más de 400 volcanes activos, es el objeto más activo geológicamente del sistema solar. Esta actividad tan elevada se debe al calentamiento por marea, que es la respuesta a la disipación de enormes cantidades de energía proveniente de la fricción provocada en el interior del satélite. Varios volcanes producen nubes de azufre y dióxido de azufre, que se elevan hasta los 500 km. Su superficie también posee más de cien montañas que han sido levantadas por la extrema compresión en la base de la corteza de silicatos del satélite. Algunas de estas montañas son más altas que el Monte Everest.
A diferencia de la mayoría de los satélites externos del sistema solar, que se encuentran cubiertos de gruesas capas de hielo, Ío está compuesto principalmente por un núcleo de hierro derretido envuelto por roca de silicato.
Ío cumplió un papel importante en el desarrollo de la astronomía durante los siglos XVII y XVIII, ayudando a la adopción del modelo heliocéntrico de Copérnico del sistema solar y de las Leyes de Kepler del movimiento planetario. La primera medición de la velocidad de la luz fue realizada por Ole Rømer midiendo el periodo de traslación de Ío.

## Historia
Ío fue descubierta por Galileo el 7 de enero de 1610, fecha en que halló junto a Júpiter «tres estrellas fijas, totalmente invisibles por su pequeño tamaño», según anotó en su diario. A la noche siguiente descubrió una cuarta estrella, y en noches posteriores comprobó que orbitaban en torno al planeta, por lo que dedujo que eran satélites. Se trataba de Ío, Europa, Ganímedes y Calisto. Galileo llamó inicialmente a estas lunas «astros mediceos», en honor a su mecenas, Cosme II de Médicis, pero la propuesta no gustó a otros astrónomos, que buscaron alternativas; así, el alemán Simon Marius, quien aseguraba haber descubierto también las lunas incluso antes que Galileo, propuso nombres basados en la mitología griega, que son los conocidos hoy día. Galileo contraatacó proponiendo que se llamasen Júpiter I, II, III y IV, nombres que fueron usados hasta principios del siglo XX, en que se recuperaron los nombres propuestos por Marius. Las cuatro lunas de Júpiter son también conocidas como «satélites galileanos».

## Características físicas

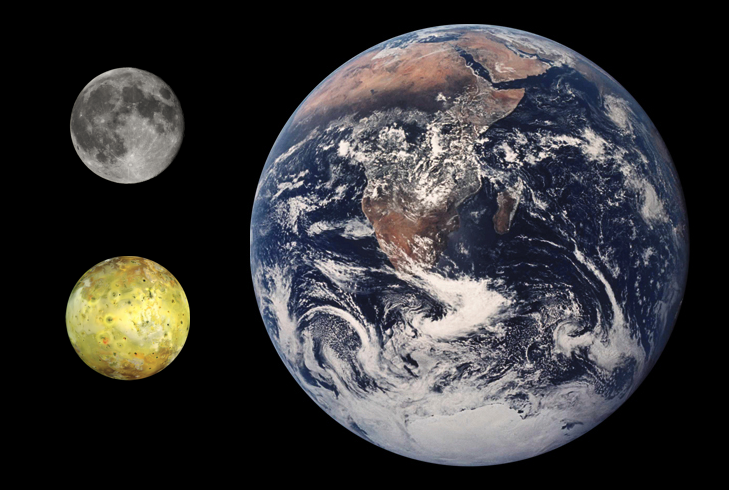
Comparación de Ío con la Tierra y la Luna

A diferencia de la mayoría de los satélites del sistema solar, Ío podría tener una composición química similar a la de los planetas telúricos, principalmente compuestos de rocas de silicatos. Datos recientes provenientes de la misión Galileo indican que puede tener un núcleo de hierro con un radio de unos 900 km.
Cuando la sonda Voyager 1 envió las primeras imágenes cercanas de Ío en 1979, los científicos esperaban encontrar numerosos cráteres cuya densidad proporcionaría datos sobre la edad del satélite. Contrariamente a las expectativas, Ío no tenía cráteres. El satélite tiene una actividad volcánica tan intensa que ha borrado por completo las señales de cráteres de impactos pasados en su superficie. Además de los volcanes, la superficie cuenta con la presencia de montañas no volcánicas, lagos de azufre fundido, calderas volcánicas de varios kilómetros de profundidad y flujos extensos de varios cientos de kilómetros de largo, compuestos por material fluido muy poco viscoso (posiblemente algún tipo de compuesto de azufre fundido y silicatos). El azufre y sus compuestos adquieren una gran variedad de colores, responsables de la apariencia superficial del satélite. Estudios en el infrarrojo desde la superficie terrestre muestran que algunas de las regiones más calientes del satélite, cubiertas por flujos de lava, alcanzan temperaturas de hasta 2000 K (aunque las temperaturas medias son mucho más frías, cercanas más bien a los 130 K).

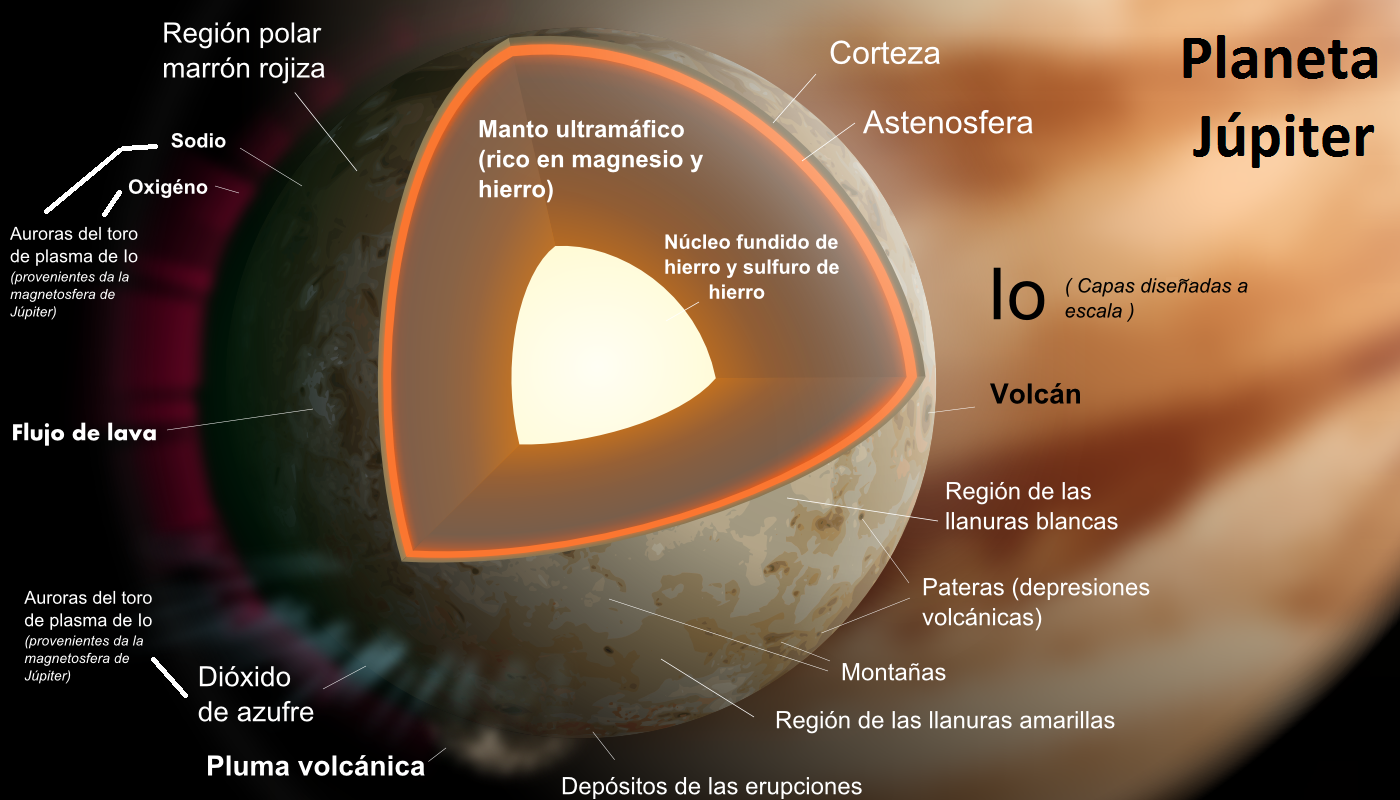
Modelo de la composición interna probable de Ío, con los nombres de las características principales

Ío podría tener una fina atmósfera compuesta de dióxido de azufre y algunos otros gases. A diferencia de los demás satélites galileanos, carece casi por completo de agua. Esto es, probablemente, debido a que en la formación de los satélites galileanos, Júpiter estaba tan caliente que no permitió condensar los elementos más volátiles en la región cercana al planeta. Sin embargo, estos volátiles sí pudieron condensarse más lejos, dando lugar a los demás satélites, que muestran una importante presencia de hielo.
En cuanto al interior del satélite puede intuirse su composición estudiando su densidad, la cual es aproximadamente 3.5 g/cm³. La densidad de hierro es de aproximadamente 5, y la de silicato es 3, de manera que el interior de Ío ha de estar hecho de material rocoso y azufre.
En las profundidades de Ío se encuentra posiblemente un núcleo compuesto de elementos metálicos más pesados tales como el hierro. Este núcleo es el que da lugar a la magnetosfera de este satélite. Esta «pizza» adquiere dicho apodo debido a sus colores.

## Vulcanismo

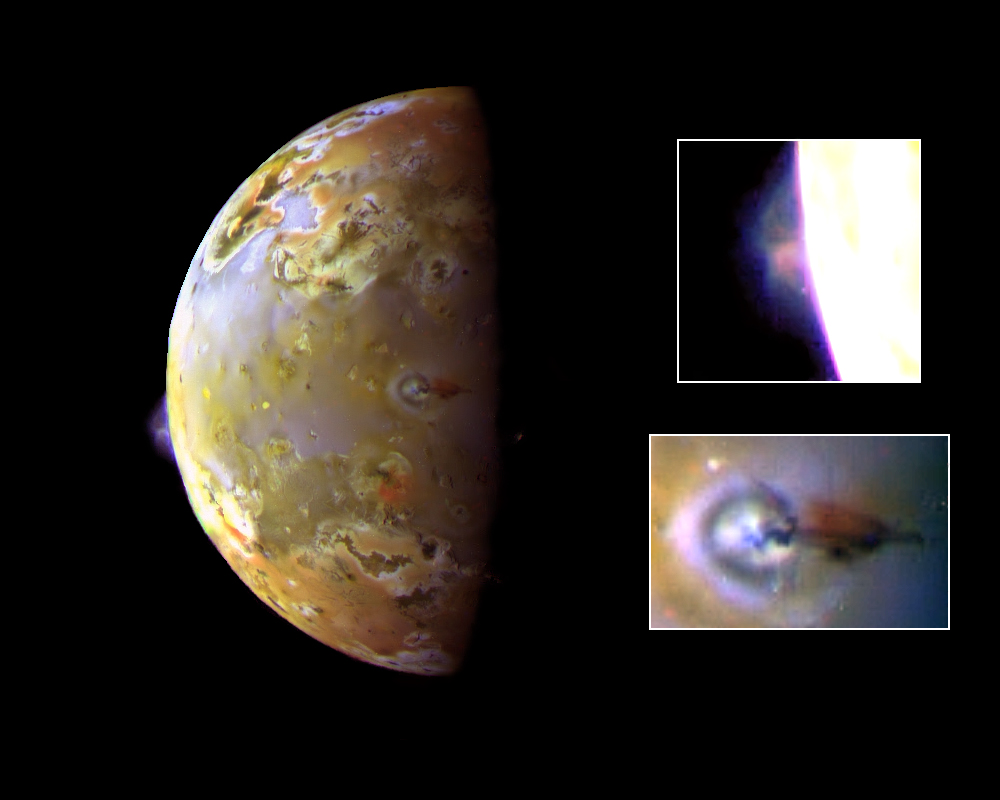
Detalle de los volcanes de Ío observados por la sonda Galileo

Órbitas de Ío, Europa y Ganímedes

Ío es el cuerpo del sistema solar con mayor actividad volcánica. Sus volcanes, a diferencia de los terrestres, expulsan dióxido de azufre. La energía necesaria para mantener esta actividad volcánica proviene de la disipación del calor generado por los efectos de marea producidos por Júpiter, Europa y Ganímedes, dado que los tres satélites se encuentran en un caso particular de resonancia orbital llamada resonancia de Laplace. Las mareas de roca sólida de Ío son ocho veces más altas que las provocadas en los océanos terrestres por la interacción gravitacional con la Luna. Los sobrevuelos de la sonda Juno han permitido estudiar en detalle por primera vez las regiones polares de Ío. Para ello se ha usado la cámara de «ciencia ciudana» JunoCam, así como con la cámara del sensor estelar y con el instrumento JIRAM (Jovian Infrared Auroral Mapper), que opera en el infrarrojo (3.5 y 4.8 micras), gracias a los datos de JIRAM de los polos de Ío tomados en los pasados sobrevuelos se ha podido determinar que actualmente hay 266 volcanes activos en Ío, además el flujo de calor volcánico en el polo norte es mayor que en el sur.
Algunas de las erupciones de Ío emiten material a más de 300 km de altura. La baja gravedad del satélite permite que parte de este material sea permanentemente expulsado de la superficie, distribuyéndose en un anillo de material que cubre su órbita. Posteriormente, parte de este material puede ser ionizado resultando atrapado por el intenso campo magnético de Júpiter. Las partículas ionizadas del anillo orbital de Ío son arrastradas por las líneas de campo magnético hasta la atmósfera superior de Júpiter donde se puede apreciar su impacto con la atmósfera en longitudes de onda ultravioleta, tomando parte en la formación de las auroras jovianas. La posición de Ío con respecto a la Tierra y Júpiter tiene también una fuerte influencia en las emisiones de radio jovianas, que son mucho más intensas cuando Ío es visible.[cita requerida]
Las características en la superficie de Ío obedecen a una estricta nomenclatura por parte de la Unión Astronómica Internacional. Por lo tanto, los centros eruptivos activos son nombrados en particular por las deidades y héroes del fuego, rayo y sol en varias mitologías como son Prometeo, Hefesto, Loki, Maui, Inti o Amaterasu. Otras características como montes, valles o regiones llevan el nombre de lugares asociados con el mito de Io o la Divina Comedia de Dante Alighieri

## Observación y exploración
Durante los siguientes dos siglos y medio después de su descubrimiento, Ío se mantuvo como un punto de la quinta magnitud imposible de resolver con un telescopio. Aun así, durante el siglo XVII los satélites galileanos se emplearon para diversos propósitos como la determinación de la longitud, la validación de la tercera ley de Kepler para el movimiento planetario o la medición del tiempo que requiere la luz para cruzar el espacio que separa a Júpiter de la Tierra. A partir de las efemérides calculadas por astrónomos como Giovanni Cassini, Pierre-Simon Laplace desarrolló una teoría matemática para explicar las órbitas resonantes de Ío, Europa y Ganímedes. Esta resonancia es la causa de las diversas características geológicas de estos tres satélites.
La ubicación de Ío en uno de los cinturones de radiación más intensos de Júpiter impide un sobrevuelo prolongado del satélite, pero la sonda «Galileo» lo sobrevuela rápidamente antes de orbitar Júpiter dos años, el 7 de diciembre de 1995. Aunque no se toma ninguna imagen durante esta primera aproximación, el encuentro arroja resultados significativos como el descubrimiento de su gran núcleo de hierro, similar al encontrado en los planetas terrestres del sistema solar. Desde entonces, otras sondas han realizado más observaciones tales como la sonda Juno que recientemente realizó su sobrevuelo más cercano a Ío, pasando a tan solo 1500 kilómetros de la superficie. Es el sobrevuelo más cercano de esta luna desde que la sonda Galileo pasó por esta luna en enero de 2002 a 102 kilómetros, así como también desde la Tierra a través de telescopios terrestres o el telescopio espacial Hubble.

## Cultura popular
Debido a su tamaño en ese momento ya estimado, se especuló, por ejemplo, sobre posible vida en su superficie durante la primera mitad del siglo XX siendo Ío siempre un escenario propicio para la ciencia ficción entre otros como «The Mad Moon» (1935) de Stanley G, Weinbaum escrita en la pulp magazine de Fantastic Adventures. o en películas de este tipo como  2010: The Year We Make Contact (1984)  dirigida por Peter Hyams y secuela de  2001: Odisea del espacio (1968) dirigida por Stanley Kubrick. De hecho en esta película la nave espacial Discovery One está en órbita en los Puntos de Lagrange entre Júpiter e Ío durante la película.